# Leonardo Bertagnolli
Leonardo Bertagnolli (født 8. januar 1978 i Trento) er en tidligere professionel italiensk landevejscykelrytter. Han vandt overraskende Clásica de San Sebastián 2007 foran Juan Manuel Gárate fra Quick Step-Innergetic.